# Kiel-Gletscher
Der Kiel-Gletscher ist ein 26 km langer, 16 km breiter und stark zerklüfteter Gletscher an der Shirase-Küste der antarktischen Ross Dependency. Im Südwesten der Edward-VII-Halbinsel fließt er unmittelbar östlich der Rockefeller Mountains in das Prestrud Inlet.
Luftaufnahmen der Byrd Antarctic Expedition (1928–1930) und weiterer US-amerikanischer Forschungsreisen dienten seiner Kartierung. Das Advisory Committee on Antarctic Names benannte ihn 1960 nach Max R. Kiel (1933–1956) von den Seabees, der am 5. März 1956 ums Leben gekommen war, als seine Zugmaschine rund 30 km westlich dieses Gletschers bei der Einrichtung einer Route zur Byrd-Station in eine Gletscherspalte gestürzt war.